# Condition initiale
Pour les articles homonymes, voir condition.
En physique ou en mathématique, on définit comme conditions initiales les éléments nécessaires à la détermination de la solution complète et si possible unique d'un problème, éléments qui décrivent l'état du système à l'instant initial, c'est-à-dire l'état de départ.
Plus formellement, on appelle « condition initiale » l'espace d'état d'un système étudié à l'instant initial.
C'est ce qui permet de déterminer les coefficients des solutions des équations différentielles, par exemple les équations de mouvement des corps.
Les conditions initiales sont à différencier des conditions aux limites.
Pour un fonction f(x,t), elle s'exprime par :
{\displaystyle f(x,0)=a\quad \forall x}
où a est un nombre donné